# Assurance-décès
L'assurance-décès ou assurance décès est un contrat d'assurance destiné à garantir aux bénéficiaires désignés (unique ou multiples) le versement du capital convenu (ou d'une rente), en cas de décès de l'assuré et ce quelle qu'en soit la cause (sauf exclusions éventuelles). 
En échange du paiement d'une prime (mensuelle ou annuelle), et en cas de décès du souscripteur, la compagnie d'assurances versera les fonds convenus aux bénéficiaires, sous forme de capital ou de rente. 
Il existe deux formes bien distinctes de contrats : l'assurance temporaire décès (la forme habituelle des contrats d'assurance-décès) et l'assurance-décès « vie entière », ce dernier étant une forme de contrat d'assurance-vie (c'est-à-dire d'épargne). 

## Assurance temporaire décès
Il s'agit de la forme habituelle des contrats d'assurance-décès; car il s'agit réellement d'une forme d'assurance.
L’assurance temporaire décès est souscrite pour une durée déterminée ou non, et s'interrompt à l'arrêt de versement des primes par l'assuré. En l’absence de décès du souscripteur pendant la durée du contrat, les primes d'assurance ayant été versées par l'assuré sont définitivement perdues. Ces contrats sont aussi appelés « contrats à fonds perdus ». Le montant des primes versées par l'assuré est lié à son âge et au niveau du capital attendu, également à son état de santé (un mauvais état de santé peut être un motif de refus d'assurance par la compagnie). Le montant du capital (ou de la rente) versé par la compagnie s'il y a résolution du contrat (mort de l'assuré) est substantiel, sans rapport avec la durée d'assurance (puisqu'il s'agit d'un contrat à fonds perdus), mais dépendant de la hauteur des primes versées.
Souscrire une assurance-décès peut être obligatoire pour obtenir un prêt bancaire d'un montant élevé.
La plupart des parents en souscrivent pour garantir l'avenir de leurs enfants.
De nombreux contrats sont couplés à la couverture de risques liés à l'invalidité totale ou partielle : leur champ de couverture est plus vaste, ils relèvent de l'assurance-décès invalidité.

### Exclusions les plus courantes
La plupart des contrats contiennent des exclusions évidentes : suicide, pratique de sports à risque, guerre, guerre civile, etc. Une mort survenue dans ces conditions empêchera tout dédommagement par la compagnie d'assurances.

## Assurance-décès vie entière
L’assurance-décès « vie entière » est un contrat à vie. Ce contrat est apparenté aux contrats d'assurance-vie qui sont une forme de l'épargne. Le souscripteur verse des cotisations tout au long de sa vie. Le contrat s’interrompt uniquement au décès du souscripteur, sauf résiliation demandée par le souscripteur. Ce type de contrat permet donc de s’assurer du versement d’un capital ou d’une rente aux bénéficiaires désignés, à la hauteur des cotisations versées qui en conséquence ne sont jamais perdues : en outre, à ces cotisations, s'ajoutent les intérêts accumulés dans le cas d'un taux de rémunération déterminé, ou bien s'ajoutent ou se retirent les bénéfices ou les pertes des placements financiers.